# Planckova temperatura
Planckova temperatura (oznaka {\displaystyle T_{\rm {P}}\,}) je naravna enota za temperaturo, ki meri 1,416785 ×1032 K. Je ena izmed osnovnih enot v Planckovem sistemu enot (ostale so še Planckova dolžina, Planckov naboj, Planckova masa in Planckov čas).
Planckovo temperaturo določimo na naslednji način:
{\displaystyle T_{\rm {P}}={\frac {m_{\rm {P}}c^{2}}{k_{\rm {B}}}}={\sqrt {\frac {\hbar c^{5}}{\kappa {k_{\rm {B}}}^{2}}}}=1,416785(71)\cdot 10^{32}} K,
kjer je:
- {\displaystyle \kappa \,} gravitacijska konstanta,
- reducirana Planckova konstanta (h/2π, oznaka {\displaystyle \hbar }),
- {\displaystyle c\,} hitrost svetlobe,
- {\displaystyle \epsilon _{0}\,} influenčna konstanta,
- {\displaystyle k_{\rm {B}}\,} Boltzmannova konstanta.

## Značilnosti
Nekatere teorije trdijo, da je Planckova temperatura najvišja možna temperatura v vesolju. Podobno je najnižja temperatura absolutna ničla.